# Konsum Västervik
Konsumentföreningen Västervik med omnejd var 1900–2002 en konsumentförening i Västervik.

## Historik
Kooperativa föreningen Nore öppnade sin första affär vid Stortorget i Västervik den 1 oktober 1900. År 1907 bildades dessutom Västerviks kooperativa mejeri- och handelsförening som 1930 fusionerades in i Nore.
Föreningens första föreståndare Wilhelm Engberg tvingades lämna sin post redan 1901. Han efterträddes av kassörskan Maria Lindqvist som stannade kvar som föreståndare fram till 1927.
Den 10 december 1920 öppnades en filial i södra förstaden. Den 1 december 1922 öppnades en filial i västra förstaden (Höckersbo).
År 1928 bytte föreningen namn till Konsumtionsföreningen Västervik. Den 5 mars 1928 fick föreningen en filial vid Gunnebro bruk när den fristående föreningen Sparsamhet uppgick i Västerviksföreningen. Den 1 januari 1932 uppgick även Skaftets hushållsförening i Västerviksföreningen.
Den 18 juli 1937 öppnades en ny butik i Gunnebo. Den 25 augusti 1947 öppnade en affär i Jenny.
År 1950 köpte föreningen en fastighet i kvarteret Paradiset för att så småningom bygga ett varuhus där. Bebyggelsen på tomten revs 1958 och Domus öppnade sin första etapp 1959, med full invigning 1960.
Under 1960-talet uppgick flera av områdets mindre föreningar i Västerviksföreningen:
- Odensvi konsumtionsförening, 1962.[13]
- Blankaholms kooperativa handelsförening, 1962.[14]
- Konsumtionsföreningen Stjärneberg, 1962.[15]
- Ankarsrums handelsförening, 1963.[16]
- Konsumtionsföreningen Edsbruk, 1963.[17]
- Överums hushållsförening, 1963.[18] Överumsföreningen hade grundats 1872 och var en av landets äldsta.[19]
- Gamleby handelsförening, 1967.[20] Hade fusionerat med Lofta kooperativa handelsförening några år tidigare.[21]

Det första snabbköpet öppnade 1958. Under tidigt 1960-tal hade föreningen 24 butiker, varav hälften i staden och resten i övriga kommunen. År 1967 öppnade en ny butik med namnet Skotten, ett koncept som hade introducerats av Konsum Oskarshamn några år tidigare. En utbyggnad av Domus som tog upp en mer av kvarteret Paradiset kunde invigas 1972.
År 1989 såldes Domusfastigheten till KF som påbörjade ombyggnad till galleria. År 1991 antogs namnet Paradiset för gallerian och Domus specialavdelningar kom att avvecklas allteftersom. Livsmedelsavdelningen blev Konsum, som lade ner 1997.
När Domusvaruhuset avvecklades satsade föreningen istället på att etablera en ny stormarknad. Den fick namnet Skotten Lågprismarknad och öppnade den 28 januari 1993.
År 2000 hade föreningen sju butiker, varav två i Västervik (Skotten och en på Högö). På landsbygden hade man kvar butiker i Blankaholm, Ankarsrum, Eds Bruk, Gamleby och Överum.
År 2001 valde Konsum Västervik att uppgå i Konsumentföreningen Göta i Växjö. Skotten bytte namn till Konsum Extra efter övertagandet. Konsum i Blankaholm lades ner den 30 november 2004 och Konsum i Gamleby lades ner den 29 augusti 2008.